# Hemiceras ochrospila
Hemiceras ochrospila är en fjärilsart som beskrevs av Dyar 1908. Hemiceras ochrospila ingår i släktet Hemiceras och familjen tandspinnare. Inga underarter finns listade i Catalogue of Life.